# Scott Patterson
Scott Gordon Patterson (ur. 11 września 1958 w Filadelfii) – amerykański muzyk, aktor telewizyjny i filmowy, baseballista. Wystąpił jako Luke Danes w serialu The CW Kochane kłopoty (Gilmore Girls, 2000–2007).

## Życiorys
Urodził się w Filadelfii, w stanie Pensylwania jako syn Hope Gordon, gospodyni domowej, dziennikarki i aktorki w Haddonfield Plays and Players Theatre Troupe, i Francisa Forda Pattersona IV, dyrektora agencji reklamowej. Ma trzy siostry: Barbarę (ur. 1947), Judy (ur. 1952) i Abigail (ur. 1957). Kiedy miał szesnaście lat, w 1974 jego rodzice rozwiedli się. Dorastał w Haddonfield, w stanie New Jersey i Baltimore. Studiował komparatystykę na Uniwersytecie Rutgersa. Uczył się aktorstwa pod kierunkiem takich wykładowców jak Robert Lewis, Sondra Lee, Paul Newman, Arthur Penn i Frank Corsaro w nowojorskim Actors Studio, gdzie wystąpił w przedstawieniach Rasputin i Panna Julia Augusta Strindberga.
W latach 1980–1988 grał profesjonalnie w baseball na pozycji miotacza w drużynach New York Yankees, Atlanta Braves i Texas Rangers. Swoją ekranową karierę rozpoczął jako kaskader w Milioner w spodenkach (Blank Check, 1994) z Miguelem Ferrerem. W dramacie fantasy Trzy życzenia (Three Wishes, 1995) pojawił się obok Patricka Swayze i Mary Elizabeth Mastrantonio.
Wystąpił m.in. w filmach niezależnych – telewizyjnym melodramacie Rodzinna rapsodia (Rhapsody in Bloom, 1998) z Penelope Ann Miller i Craigiem Shefferem oraz sensacyjnym kryminale Autostrada 395 (Highway 395, 2000), a także w serialu NBC Kroniki Seinfelda (Seinfeld, 1995) i sitcomie Para nie do pary (Will & Grace, 1998). Sympatię telewidzów zyskał jako Luke Danes, lojalny przyjaciel Lorelai (Lauren Graham) w serialu The CW Kochane kłopoty (Gilmore Girls, 2000–2007).

## Filmografia

### Filmy
- 1993: Powrót (The Return of Ironside, TV)
- 1993: Morderstwo na zlecenie (Intent to Kill) jako Al
- 1994: Przybysze: mroczny horyzont (Alien Nation: Dark Horizon, TV) jako Ahpossno
- 1994: Wielka mała liga (Little Big League) jako Mike McGrevey
- 1995: Chłopiec zwany Nienawiść (A Boy Called Hate) jako oficer
- 1995: Trzy życzenia (Three Wishes) jako ojciec Scotta
- 2007: Piła IV (Saw IV) jako Agent Peter Strahm
- 2008: Piła V (Saw V) jako Agent Peter Strahm

### Seriale TV
- 1995: Kroniki Seinfelda (Seinfeld) jako Billy
- 1998: Mściciel jako detektyw Tom Swain
- 1999: Luzik Guzik jako Jacob Perryhill
- 1999: Para nie do pary (Will & Grace) jako John Gregorio
- 1999: Wiecie, jak jest... jako Ted
- 2000–2007: Kochane kłopoty (Gilmore Girls) jako Luke Danes
- 2005: Liga Sprawiedliwych jako Agent King Faraday / Franco Bertinelli (głów)
- 2007–2008: Obcy w Ameryce (Aliens in America) jako Gary Tolchuck
- 2010: 90210 jako Finnigan „Finn” Court
- 2010–2011: The Event: Zdarzenie jako Michael Buchanan
- 2011: CSI: Kryminalne zagadki Miami jako Brendon Dwyer